# George S. Nixon

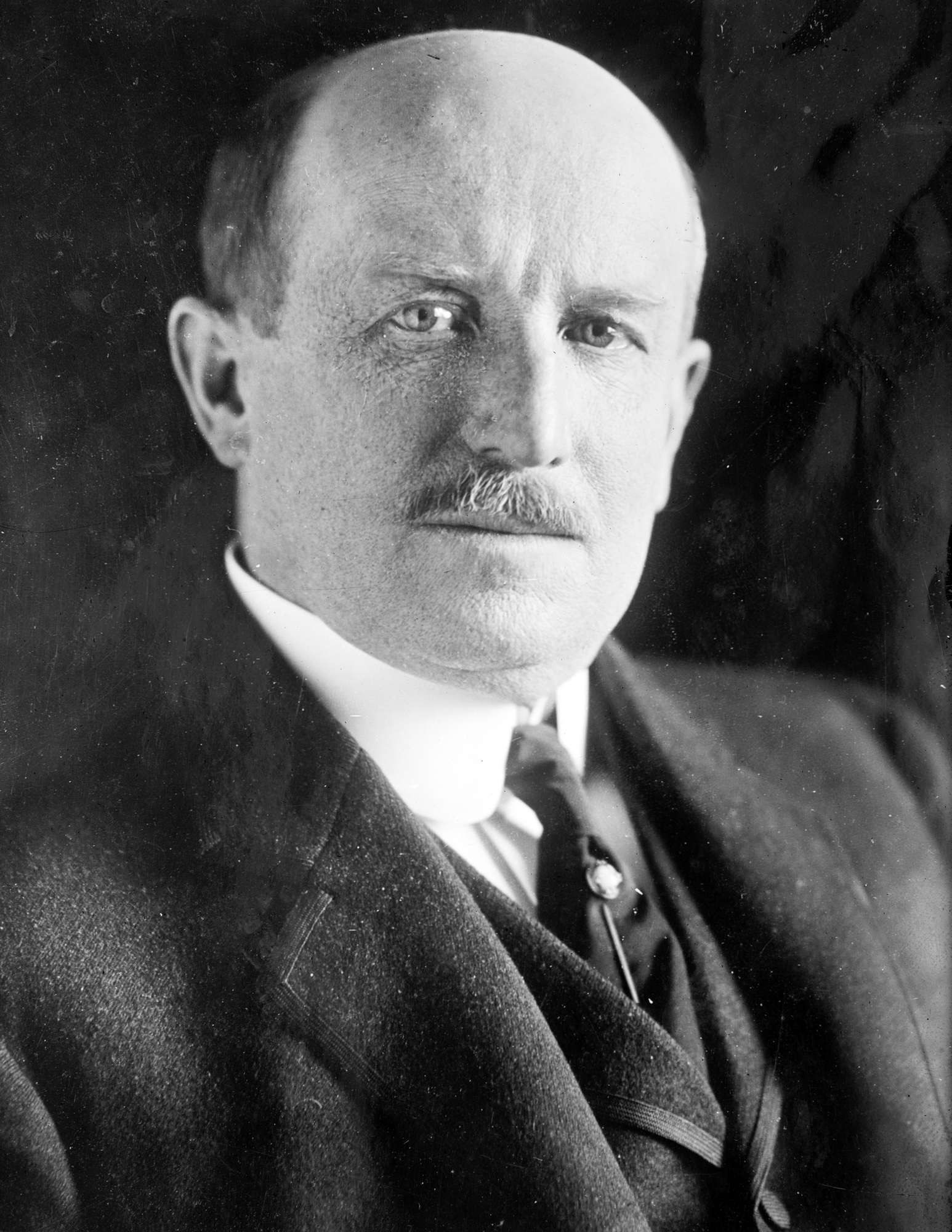
George S. Nixon

George Stuart Nixon (* 2. April 1860 in Newcastle, Placer County, Kalifornien; † 5. Juni 1912 in Washington, D.C.) war ein US-amerikanischer Politiker der Republikanischen Partei, der den Bundesstaat Nevada im US-Senat vertrat.
Nach Abschluss seiner Schulausbildung erhielt George Nixon eine Anstellung bei einer Eisenbahngesellschaft; außerdem erlernte er den Beruf des Telegrafen. 1881 wurde er von seinem Arbeitgeber nach Nevada versetzt. Dort arbeitete er später als Kassierer für eine Bank in Winnemucca. Nixon war überdies am Bau eines Opernhauses in Reno sowie eines Theaters in Winnemucca federführend beteiligt.
Nachdem er sich in den folgenden Jahren zudem in der Landwirtschaft, im Bergbau und der Viehzucht betätigt hatte, übernahm George Nixon 1891 sein erstes politisches Mandat als Abgeordneter in der Nevada Assembly. 1905 wurde er schließlich in den Senat in Washington gewählt, wo er auf den nicht mehr kandidierenden William M. Stewart folgte und unter anderem als Vorsitzender des Ausschusses für den Küstenschutz fungierte. Die Wiederwahl gelang ihm 1911; bereits im folgenden Jahr starb Nixon jedoch im Amt. Zu seinem Nachfolger wurde William A. Massey ernannt.